# Andebol de praia
O handebol de praia (português brasileiro) ou andebol de praia (português europeu) é um jogo em que duas equipes trocam passes de bola, tentando marcar gols na equipe adversária.
O jogo é similiar ao andebol, mas é jogado em um campo de areia ao invés de uma quadra convencional. É regulamentado pela Federação Internacional de Handebol (IHF).
Uma das diferenças para o andebol convencional é que o jogo é realizado em dois tempos de dez minutos cada, e cada equipe possui 4 jogadores titulares, sendo 3 jogadores de linha e 1 goleiro, e até 4 reservas.

## Dimensões do campo
O campo é um retângulo de 27mx12m, tendo em cada uma das extremidades do comprimento uma área de 6 m reservada aos goleiros. As traves devem medir 2x3m (altura x largura) e os postes devem ter 8 cm de espessura.

## Eventos importantes
O Campeonato Mundial de Beach Handball é o principal evento da modalidade.
Há também os Jogos Mundiais, um evento poliesportivo em que são disputados somente esportes não olímpicos (mas reconhecidos pelo COI), sendo o andebol de areia um deles.